# مسجد هيل (قوسار)
مسجد هيل (بالأذرية: Hil məscidi، بالإنجليزية: Hil mosque، بالروسية: Мечеть Хиль): هو مسجد في قرية هيل في مقاطعة قوسار في أذربيجان.
تم إدراج المسجد في قائمة المعالم التاريخية والثقافية الغير منقولة ذات الأهمية المحلية، وفقا لقرار رقم 132، الصادر عن مجلس وزراء جمهورية أذربيجان، بتاريخ 2 أغسطس 2001.

## عن
بدأ بناء مسجد قرية هيل في 1908 بتبرعات من القرويين المحليين. تم استخدام صخور النهر لبناء الأساس، بينما تم بناء بقية الهيكل بالطوب المجفف بالشمس. تم تزيين الداخل بزخارف متنوعة. كان السقف مغطى بصفائح من الحديد. بالإضافة إلى القبة، وُضعت في زوايا المسجد أربع مآذن من الحديد، يبلغ ارتفاع كل منها 4 أمتار. تم افتتاح المسجد للعبادة في 1912م. داخل المسجد، يمكن أن يصلي ما يصل إلى 300 شخص معًا داخل المسجد، وتوجد غرفة كبيرة في الطابق الثاني مخصصة لصلاة الإناث.